# Боярське (Тотемський район)
Боя́рське (рос. Боярское) — присілок у складі Тотемського району Вологодської області, Росія. Входить до складу Погоріловського сільського поселення.

## Населення
Населення — 14 осіб (2010; 7 у 2002).
Національний склад (станом на 2002 рік):
- росіяни — 100 %